# 이고 심
카롤 율리우시 "이고" 심(폴란드어: Karol Juliusz "Igo" Sym, 1896년 7월 3일 ~ 1941년 3월 7일)은 폴란드의 배우이다.
오스트리아 잘츠부르크 출신이다. 1925년 영화 《바르샤바의 뱀파이어》(Wampiry Warszawy)를 통해 영화계에 데뷔했다. 1927년에는 오스트리아 빈으로 이주하기도 했지만 1930년대 초반에 폴란드로 귀국하면서 바르샤바에 정착했다.
1939년 9월 1일 독일이 폴란드를 침공 하면서 독일 정권에 협력했으며 1939년 말에는 게슈타포 요원으로 채용되었다. 1941년 3월 7일 폴란드 바르샤바에서 폴란드의 레지스탕스 운동 조직인 무장투쟁연맹에 의해 암살되었다.